# 李春明 (1953年)
李春明（1953年10月—），男，汉族，湖北郧西人，中华人民共和国政治人物。武汉大学经济系政治经济学专业毕业，中南财经大学政治经济学专业毕业。

## 生平
1972年4月参加工作，任湖北省郧西县城郊区民办教师。1974年9月，在武汉大学经济系政治经济学专业学习。1975年6月加入中国共产党。1977年9月，任中共湖北省委党校政治经济学教员（其间：1985年9月至1988年7月，在中南财经大学研究生班政治经济学专业硕士研究生学习）。1989年8月，任政治经济学教研室副主任。1992年5月，任政治经济学教研室主任、副教授。1993年11月，任副校长。
1996年8月，任湖北省人民政府发展研究中心主任、党组书记。1998年6月，任中共湖北省委副秘书长（1995年9月至1998年7月，在中南财经大学经济系政治经济学专业博士研究生学习）。1999年8月，任中共湖北省委副秘书长、省委政策研究室主任。2000年11月，任中共荆州市委副书记、代市长（2001年2月当选市长）。2003年1月，任湖北省人民政府秘书长、党组成员，省政府办公厅主任、党组书记。2006年5月，任湖北省副省长、党组成员。2008年7月，任中共湖北省委常委、宣传部部长。2010年7月，任中共湖北省委常委、省委秘书长、省委办公厅主任、省委省直机关工作委员会书记。2012年1月，当选湖北省人大常委会副主任。2012年6月，不再担任中共湖北省委常委、秘书长、省委办公厅主任、省委省直机关工作委员会书记。2017年1月，不再担任湖北省人大常委会副主任。
2013年，当选第十二届全国人民代表大会湖北地区代表。